# Gurkenschnitzling
Der Gurkenschnitzling oder Gemeine Gurkenschnitzling (Macrocystidia cucumis) ist eine recht häufige Pilz-Art aus der Familie der Schwindlingsverwandten (Marasmiaceae).

## Merkmale

### Makroskopische Merkmale
Der Hut erreicht normalerweise einen Durchmesser von zwei bis fünf Zentimetern. Er ist zunächst glockig bis konisch geformt, im Alter dann auch ausgebreitet flach. Er ist kastanienbraun, in der Mitte schwarzbräunlich gefärbt. Zum Hutrand blasst die Tönung nach hellbraun bis weißlich aus. Der Hut ist jedoch hygrophan, so dass er bei trockener Witterung lederbräunlich bis gelblich erscheint. Der Hutrand ist bei feuchtem Wetter durchscheinend gerieft. Die Oberfläche erscheint durch die zahlreichen langen Zystiden samtig.
Die Lamellen sind zunächst weißlich gefärbt, erhalten jedoch im Alter eine rötlichgelbe bis ockerrötliche Tönung. Sie stehen fast gedrängt, sind relativ dick und bauchig. Sie sind abgerundet oder hakig angeheftet; im Alter stehen sie fast frei.
Der Stiel wird zwischen vier und sieben Zentimeter lang sowie vier bis sieben Millimeter dick. Er ist steif, zäh und dunkel- bis schwarzbräunlich gefärbt. Auch seine Oberfläche erscheint durch die Kaulozystiden samtig. Die Stielspitze ist hell bereift. Der Stiel ist leicht vom Hut abtrennbar.
Das Fleisch (Trama) ist bräunlich getönt. Es riecht bei frischen Fruchtkörpern nach Gurken, bei alten Exemplaren nach Fischtran.
Das Sporenpulver ist rostocker bis orangebraun gefärbt. Bei der var. leucospora weist es einen fast weißen Ton auf.

### Mikroskopische Merkmale
Die Trama der Lamellen ist regulär aufgebaut. Die Huthaut besteht aus liegenden Hyphen; deren Septen besitzen Schnallen. Die Gloeozystiden sind sehr groß, lanzettlich geformt und hyalin. Die Kaulozystiden sind büschelig angeordnet. Die Basidien sind viersporig und besitzen an der Basis eine Schnalle. Die Sporen sind ellipsoid-spindelförmig und besitzen eine glatte Oberfläche. Sie sind hellrötlich gefärbt, inamyloid und einkernig.

## Artabgrenzung
Der Gurkenschnitzling ist in seiner Färbung relativ wenig variabel. Kennzeichnend sind der starke Geruch nach Gurken und die samtig wirkende Oberfläche von Hut und Stiel.

## Ökologie
Der Gurkenschnitzling ist unter anderem in Wäldern, Straßen- und Bachrändern, Gärten und Gräben zu finden. Er wächst am Boden auf Pflanzenabfällen und Holzstückchen, auch zwischen Gras.
Die Fruchtkörper erscheinen von Ende Juli bis November. An besonders geschützten Stellen und unter günstigen Witterungsbedingungen treten sie vereinzelt bereits im Frühjahr sowie über den Winter auf.

## Verbreitung
Der Gurkenschnitzling ist in der Holarktis meridional bis boreal verbreitet. So ist er im westlichen Nordamerika, Europa, Nordafrika und Nordasien zu finden. In Europa reicht das Gebiet von Spanien, Korsika und Rumänien bis nordwärts zu den Hebriden, Fennoskandinavien und Island sowie ostwärts bis Estland und Belarus. In Deutschland ist der Pilz von der dänischen Grenze bis in die Alpenregion verstreut in allen Bundesländern zu finden.

## Systematik
Taxonomisch von größerer Bedeutung sind die var. latifolia mit rötlichem Sporenpulver und sehr breiten Lamellen sowie die var. leucospora mit fast weißem Sporenpulver und schmalen Lamellen. Beide besitzen einen kleinen Hut (max. 1,5 cm) und einen gestreiften Hutrand.